# Arsenio Corsellas
Arsenio Corsellas (ur. 17 września 1933 w Figueres, zm. 17 listopada 2019 w Madrycie) – hiszpański aktor i jeden z czołowych hiszpańskich aktorów głosowych.
Był lektorem m.in. takich aktorów jak: Sean Connery, Burt Lancaster, Nick Nolte, Kirk Douglas, Robert Shaw, Charlton Heston, Donald Sutherland, Richard Burton i Rock Hudson i wielu innych.
Był gospodarzem Voz de España S. A.. Dubbingował Georga Lazenby’ego w W tajnej służbie Jej Królewskiej Mości (1969) i Seana Connery w Diamenty są wieczne (1971) i Nigdy nie mów nigdy (1983). Jako aktor wystąpił w Miłość własna (1994) i Najlepsza rzecz, jaka może się przydarzyć rogalikowi? (2003).
Był jednym z czołowych aktorów głosowych w Hiszpanii wraz z Constantino Romero i współpracował z Manuelem Cano i Rosą Guiñón.
Zmarł 17 listopada 2019 roku w Madrycie w wieku 86 lat.